# آلایوش سوکویی
آلایوش سوکویی (مجاری: Szokolyi Alajos؛ اسلواکی: Alojz Sokol؛ ۱۹ ژوئن ۱۸۷۱ – ۹ سپتامبر ۱۹۳۲) یک دونده اهل مجارستان بود. 
از افتخارات وی میتوان به کسب مدال برنز ۱۰۰ متر در بازی‌های المپیک تابستانی ۱۸۹۶ اشاره کرد.